# 鳥越徹
鳥越 徹（とりごえ てつ、1963年3月19日 - ）は、日本の実業家。鳥越製粉株式会社代表取締役会長兼社長。

## 人物・経歴
福岡県出身。泰星高等学校を経て、1988年立正大学経済学部卒業、三和銀行（現三菱UFJ銀行）入行。2000年鳥越製粉入社。2001年鳥越製粉総務部付部長。2002年鳥越製粉取締役経営企画室担当。2004年鳥越製粉常務取締役。2009年鳥越製粉取締役専務執行役員。2010年鳥越製粉代表取締役社長。2012年鳥越製粉代表取締役会長。2016年意思決定迅速化のため鳥越製粉代表取締役会長兼社長に復帰し、全国精麦工業協同組合連合会理事を兼務。